# Cedro (Pernambuco)
Cedro é um município brasileiro do Estado de Pernambuco, localizado no Sertão Pernambucano.

## História
Inicialmente apenas uma fazenda, Cedro passou  a  distrito do município de Serrita e, finalmente, foi emancipado politicamente do município de Serrita em 20 de dezembro de 1963. O novo município teve como patrono o coronel Francisco Filgueira Sampaio (Chico Romão) e, como primeiro prefeito, Gumercindo da Silva Bem.

## Geografia
O município está incluído na área geográfica  do semiárido brasileiro, definida pelo Ministério da Integração Nacional em 2005.  Essa definição tem como critérios o índice pluviométrico inferior a 800 mm, o índice de aridez até 0,5 e o risco de seca maior que 60%.